# Hatstore Arena
Hatstore Arena är en ishall i Kalmar, Småland. Den är hemmaplan för ishockeylaget Kalmar HC. Arenan invigdes i oktober 2021 och fick då sponsornamnet Hatstore Arena.

## Tidigare på samma plats
Kalmars första ishall, Kalmar Ishall byggdes 1981. Den döptes 2003 om till Iffehallen, efter smeknamnet på den lokala hockeyprofilen Ivar Lundqvist. Arenan döptes efter Ivar "Iffe" Lundqvist då han förespråkat och aktivt samlat in medel för byggandet av en ishall i Kalmar under en längre tid. Publikrekordet i Iffehallen är 2 624 personer och sattes då Kalmar HC mötte Nybro IF den 19 februari 1995. I april 2020 revs Iffehallen för att göra plats för en ny arena med hockeyallsvensk standard som rymmer 2 500 åskådare (37:a). Inför säsongen 2024/2025 utökades publikkapaciteten till 2650 åskådare efter en ny brandteknisk genomgång.

## Publikrekord
Publikrekordet sattes när Lars Winnerbäck spelade på arenan 28 oktober 2023 inför 3200 åskådare.
För ishockey ligger publikrekordet på 2650 och det sattes 20 september 2024 när Kalmar HC mötte Tingsryds AIF i seriepremiären för Hockeyallsvenskan 2024/2025.